# 3. duben
3. duben je 93. den roku podle gregoriánského kalendáře (94. v přestupném roce). Do konce roku zbývá 272 dní. Svátek má Richard.

## Události

### Česko
- 1420 – Kněz Jan Želivský svolal sněm pražských měšťanů, na němž se definitivně rozhodlo, že se Praha přikloní na stranu kalicha a bude hájit svobodné kázání slova božího i proti Zikmundovým křižákům.
- 1915 – Na východní frontě padl do zajetí 28. císařský pěší pluk.
- 1963 – ÚV KSČ projednal zprávu „O porušování socialistické zákonnosti v období kultu osobnosti“ a následně byly provedeny první rehabilitace.

### Svět
- 0311 př. n. l. – Začala seleukovská éra.
- 0247 – Začátek vlády prvního partského krále Arsakése I.
- 1254 – Český král Přemysl Otakar II. uzavřel v Budíně mírovou dohodu s uherským králem Bélou IV. Panovníci respektovali návrh papeže Inocence IV., Přemysl si ponechal Dolní a Horní Rakousy a Béla získal Štýrsko.
- 1559 – Druhá ze dvou smluv tvořících mír z Cateau-Cambrésis je podepsána a končí italské války.[1]
- 1888 – Uskutečnila se první ze série jedenácti vražd v Londýně, které byly připisovány tajemnému a nikdy nechycenému Jacku Rozparovači.
- 1922 – J. V. Stalin byl zvolen generálním tajemníkem komunistické strany Sovětského svazu.
- 1933 – Byl uskutečněn první let přes Mount Everest, provedený britskou expedicí, vedenou Douglasem Douglasem-Hamiltonem.
- 1948 – Americký prezident Harry Truman podepsal tak zvaný Marshallův plán, ekonomickou pomoc pro evropské země po druhé světové válce.
- 1973
  - Martin Cooper ze společnosti Motorola poprvé použil mobilní telefon a zavolal Joeli S. Engelovi z Bellových laboratoří.
  - Erich Honecker na zasedání politbyra SED zastavil spolupráci východoněmeckých automobilek s československými AZNP na připravovaném kooperačním projektu Škoda 760 / RGW Auto P760.
- 1981 – Osborne 1, první (komerčně) úspěšný přenosný počítač, byl představen na West Coast Computer Faire v San Franciscu.
- 1982
  - Argentinci dobyli Grytviken na Jižní Georgii
  - Rada bezpečnosti OSN schválila rezoluci č. 502 vyzývající Argentinu ke stažení z obsazených ostrovů
- 1996 – Podezřelý „Unabomber“ Theodore Kaczynski byl zadržen ve své chatě ve státě Montana, USA.
- 2004 – Při výbuchu bomby v madridském bytě zahynul španělský policista a 5 osob podezřelých z účasti na atentátech v Madridu 11. března 2004.
- 2010 – Firma Apple uvedla na trh svůj nový iPad tablet.

## Narození

### Česko

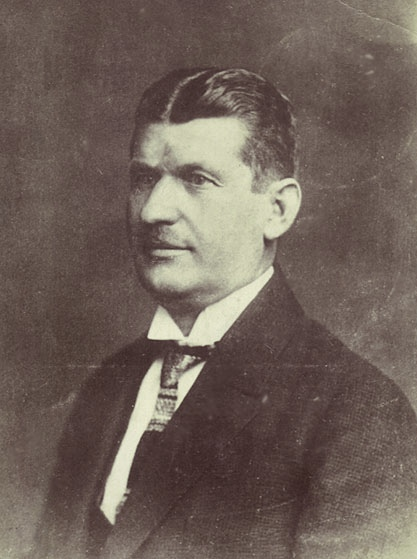
Tomáš Baťa (* 1876)

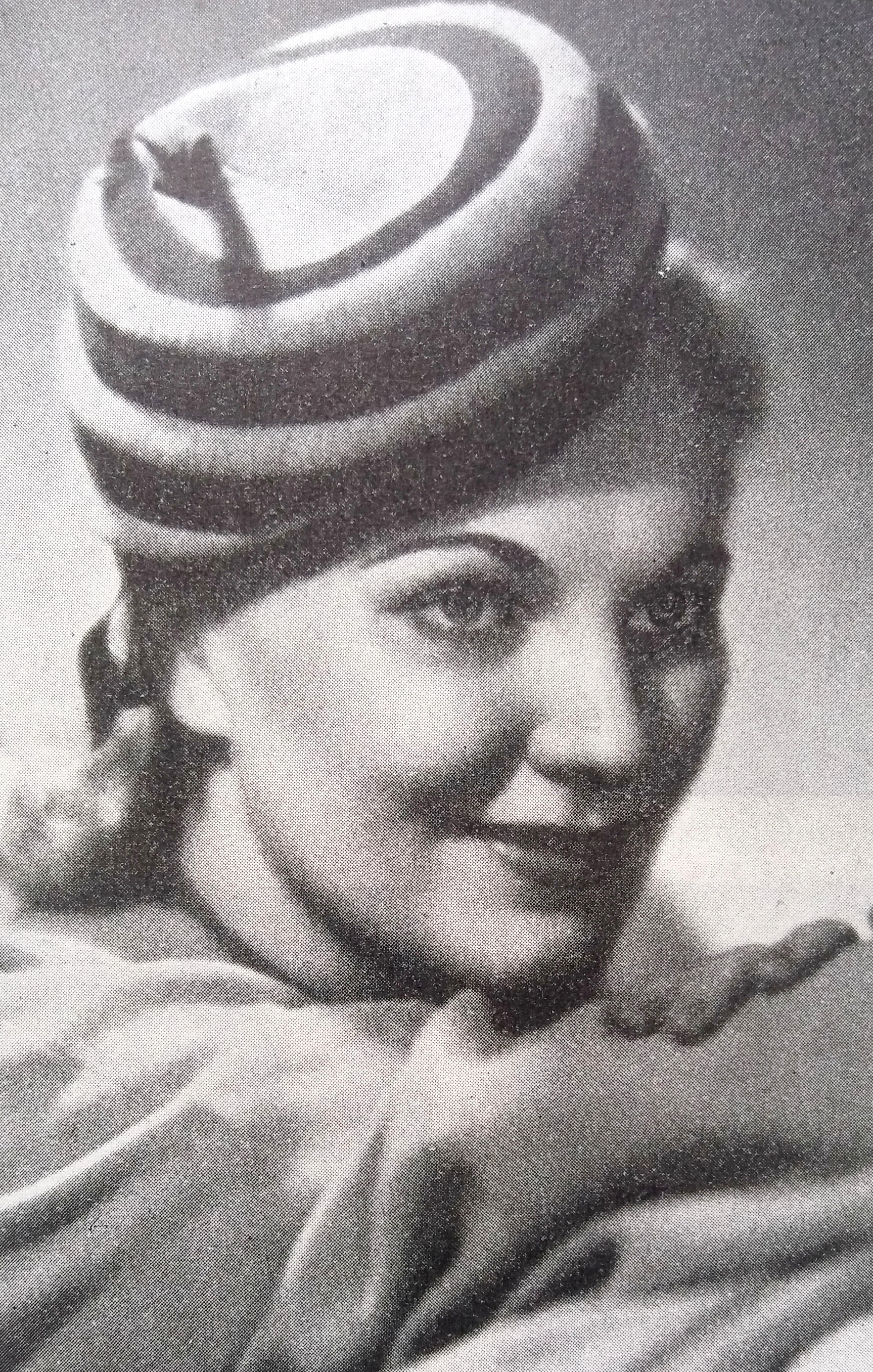
Jiřina Štěpničková (* 1912)

- 1669 – Mořic Grimm, brněnský architekt německého původu († 17. června 1757)
- 1750 – Karel Josef Salm, šlechtic, komoří, říšský kníže († 16. června 1838)
- 1799 – Antonín Doležálek, pedagog, ředitel slepeckého ústavu († 19. srpna 1849)
- 1815 – Vincenc Bradáč, kněz, odborník na církevní hudbu a politik († 9. února 1874)
- 1842 – Georg Habermann, poslanec Českého zemského sněmu († 12. března 1918)
- 1861 – Jan Červenka, prozaik, dramatik, básník a překladatel († 24. ledna 1908)
- 1870 – Jaroslav Maixner, sochař († 9. prosince 1904)
- 1872 – Otakar Nájemník, československý politik († 27. ledna 1938)
- 1873
  - Franz Karl Stark, československý politik německé národnosti († ?)
  - Jan Janský, neurolog a psychiatr, objevitel čtyř základních krevních skupin. († 8. září 1921)
- 1876 – Tomáš Baťa, podnikatel († 12. července 1932)
- 1881 – Emil Franke, dlouholetý ministr vlád Československé republiky († 1. prosince 1939)
- 1882 – Vincenc Lesný, indolog a překladatel († 9. dubna 1953)
- 1883 – Emanuel Šimek, archeolog († 16. června 1963)
- 1884 – Jan Bernardin Skácel, kněz, teolog, filosof a publicista († 2. ledna 1959)
- 1891 – Bedřich Neumann, generál, legionář, velitel Obrany národa († 15. července 1964)
- 1898 – Petr Den, publicista († 9. září 1970)
- 1900 – Franz Carl Weiskopf, spisovatel († 14. září 1955)
- 1905 – František Schäfer, klavírista hudební skladatel a pedagog († 29. července 1966)
- 1909
  - Otto Fischer, matematik a statistik († 9. dubna 1975)
  - Veronika Lieblová, manželka válečného zločince Adolfa Eichmanna († 21. listopadu 1997)
  - Vladimír Pecháček, malíř a grafik († 24. srpna 1969)
- 1910 – Bedřich Grünzweig, americký fotograf českého původu († 2005)
- 1911
  - Oldřich Marek, entomolog († 26. prosince 1986)
  - Anna Masaryková, historička umění, vnučka prezidenta Tomáše Garrigua Masaryka a dcera malíře Herberta Masaryka († 18. března 1996)
- 1912 – Jiřina Štěpničková, herečka († 5. září 1985)
- 1921 – Marie Těšitelová, jazykovědkyně († 30. října 2011)
- 1922 – Jan Milíč Lochman, teolog a filozof († 21. ledna 2004)
- 1924 – Ivan Andreadis, stolní tenista († 27. října 1992)
- 1929 – Ladislav Simon, klavírista, skladatel, dirigent a pedagog († 19. května 2011)
- 1930 – Jaromír Bünter, československý hokejový reprezentant († 15. října 2015)
- 1931 – Jiří Laburda, hudební vědec, skladatel a pedagog
- 1937 – Richard Nový, veslař, reprezentant Československa, olympionik
- 1938 – Miroslav Tetter, přírodovědec a politik († 11. srpna 2021)
- 1940
  - Jiří Horák, dramaturg, scenárista a režisér († 17. března 2004)
  - Antonín Linhart, folkový a trampský kytarista, zpěvák a písničkář
  - Pavel Šrut, básník, překladatel, fejetonista, autor knih pro děti a písňových textů
- 1941 – Karel Šebek, surrealistický básník a výtvarník († 11. dubna 1995)
- 1944 – Jiří Fiala, profesor dějin české literatury
- 1946 – Jiří Kabele, sociolog
- 1947
  - Martin Bojar, ministr zdravotnictví ČR
  - Vladimír Kučera, novinář, publicista a scenárista († 4. července 2019)
- 1950 – Irena Černá, překladatelka
- 1955 – Lubomír Müller, spisovatel, publicista, klavírista, fotograf
- 1958
  - Antonín Navrátil, herec
  - Jan Klas, politik
- 1962 – Jaroslav Benák, bývalý lední hokejista
- 1989 – Iveta Korešová, házenkářka

### Svět

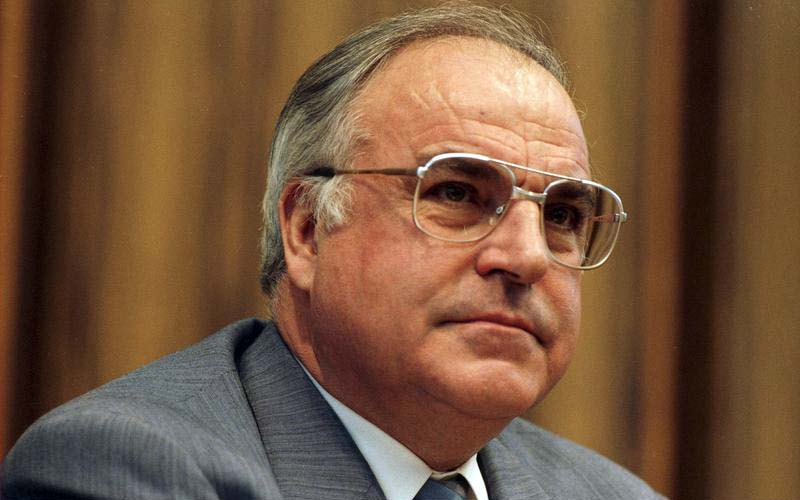
Helmut Kohl (* 1930)

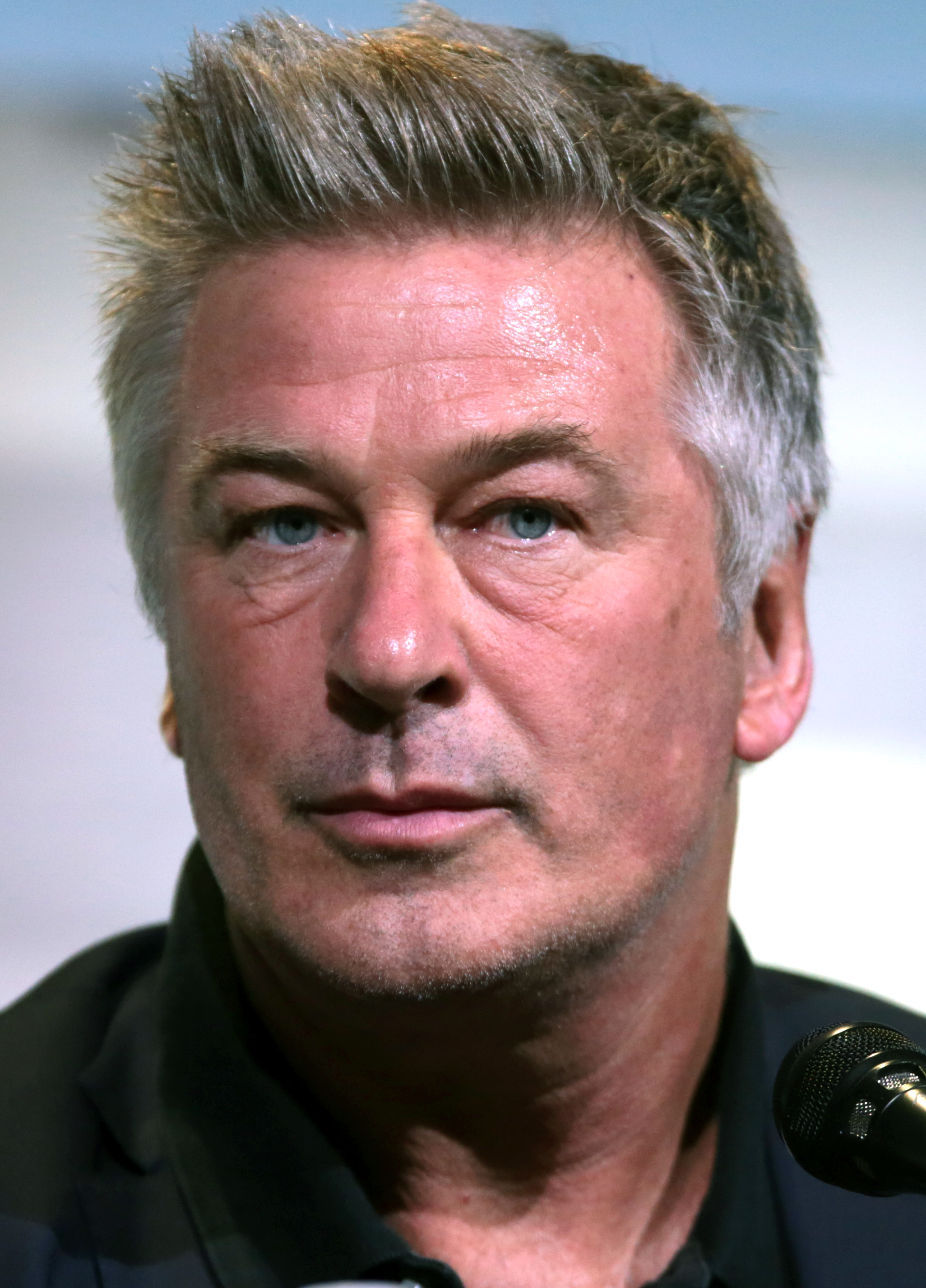
Alec Baldwin (* 1958)

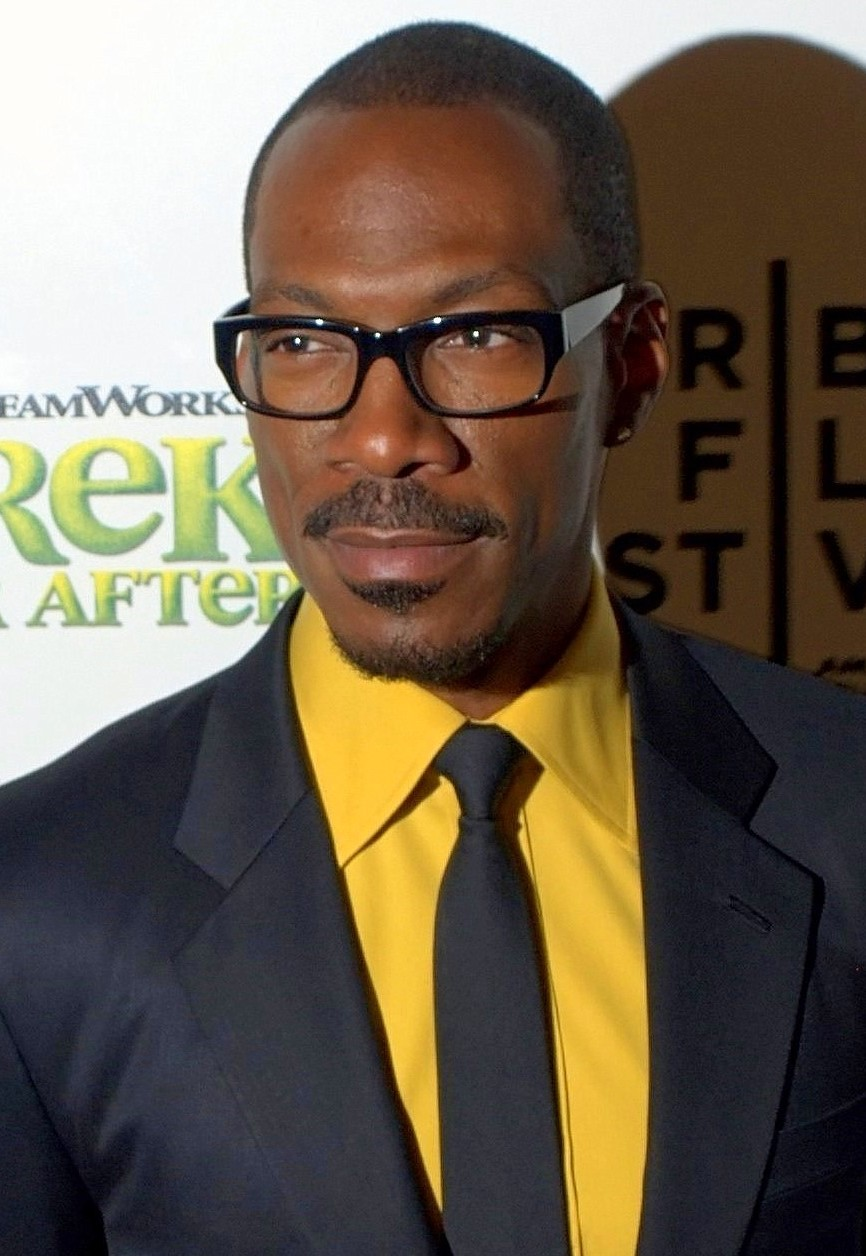
Eddie Murphy (* 1961)

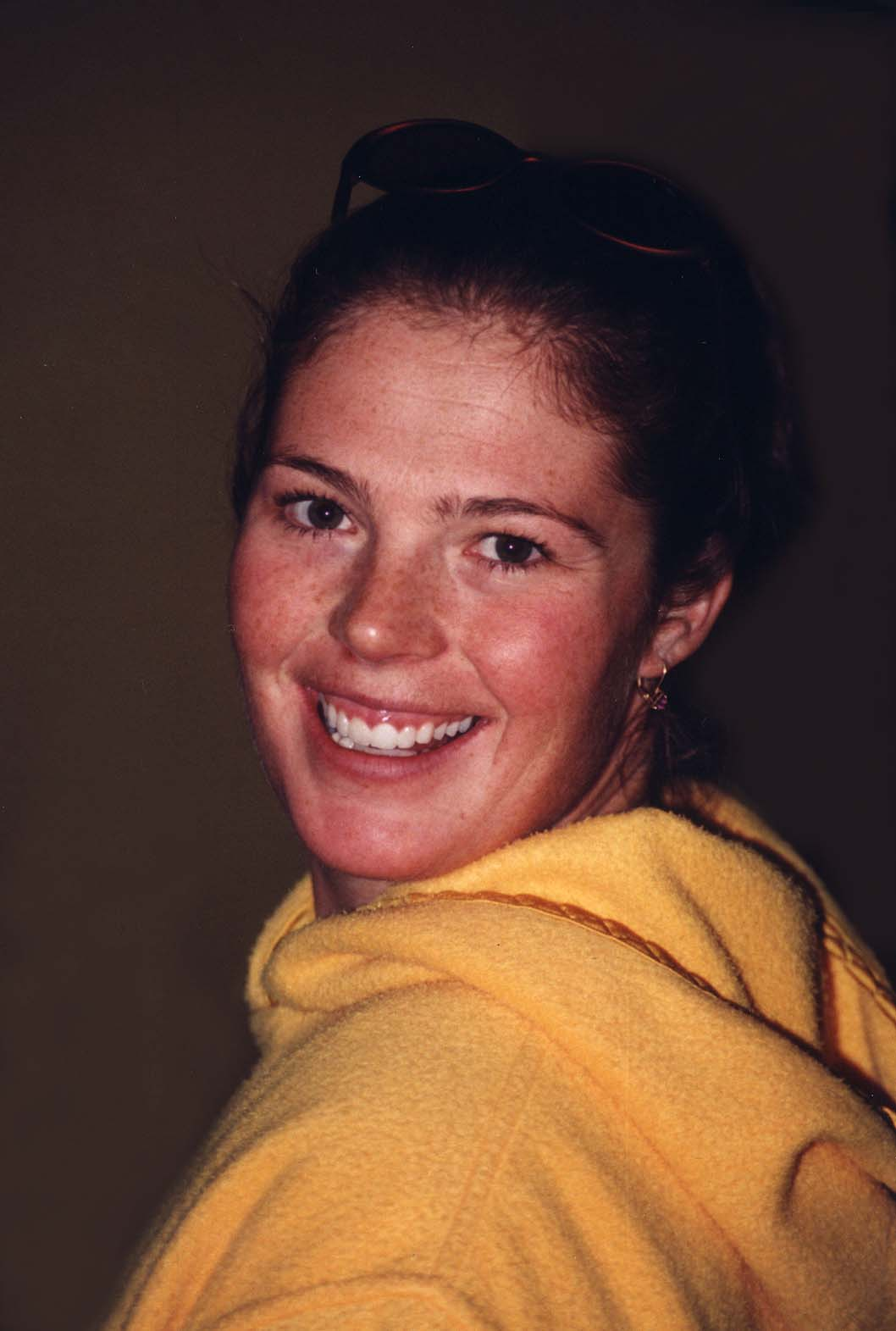
Picabo Street (* 1971)

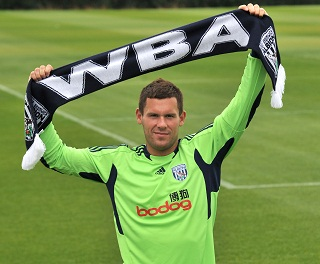
Ben Foster (* 1983)

- 1201 – Marie Štaufská, brabantská vévodkyně, dcera římského krále Filipa Švábského († 29. března 1235)
- 1245 – Filip III. Francouzský, francouzský král († 5. října 1285)
- 1366 – Jindřich IV. Anglický, anglický král (20. března 1413)
- 1593 – George Herbert, velšský básník († 1. března 1633)
- 1643 – Karel V. Lotrinský, lotrinský vévoda († 18. dubna 1690)
- 1770 – Theodoros Kolokotronis, řecký vojevůdce a národní hrdina († 4. února 1843)
- 1771 – Hans Nielsen Hauge, norský lidový kazatel († 29. března 1824)
- 1783 – Washington Irving, americký spisovatel († 28. listopadu 1859)
- 1793 – Dionysius Lardner, irský fyzik a matematik († 29. dubna 1859)
- 1797 – Barthélemy Charles Joseph Dumortier, belgický botanik († 9. června 1878)
- 1798 – Charles Wilkes, americký námořní důstojník a objevitel († 8. února 1877)
- 1807 – Jane Digby, anglická aristokratka a milenka bavorského krále Ludvíka I. († 11. srpna 1881)
- 1812 – Luisa Marie Francouzská, belgická královna manželka Leopolda I. Belgického († 11. října 1850)
- 1831 – Adelaida Löwenstein-Wertheim-Rosenberg, manželka Michala I. Portugalského († 16. prosince 1909)
- 1832 – Wilhelm Fiedler, německý matematik († 19. listopadu 1912)
- 1838 – Léon Gambetta, francouzský ministr a předseda vlády († 31. prosince 1882)
- 1846 – Benjamin Daydon Jackson, anglický botanik († 12. října 1927)
- 1858 – Mary Harrisonová McKeeová, dcera prezidenta USA Benjamina Harrisona, první dáma USA († 28. října 1930)
- 1863 – Henry van de Velde, belgický malíř († 15. října 1957)
- 1880 – Otto Weininger, rakouský filosof a spisovatel († 4. října 1903)
- 1881
  - Alcide De Gasperi, premiér Itálie († 18. srpna 1954)
  - Max Spielmann, česko-německý architekt († 1970)
- 1886 – Dooley Wilson, americký herec a zpěvák († 30. května 1953)
- 1887 – Dagobert Peche, rakousky designér († 16. dubna 1923)
- 1896 – Józef Czapski, polský malíř a spisovatel († 12. ledna 1993)
- 1898
  - Michel de Ghelderode, belgický spisovatel († 1. dubna 1962)
  - Nikola Šuhaj, podkarpatský zbojník († 16. srpna 1921)
- 1902 – Reinhard Gehlen, generál Wehrmachtu († 8. června 1979)
- 1903 – Peter Huchel, německý básník, dramatik a editor († 30. dubna 1981)
- 1904 – Bill Brandt, britský novinářský fotograf († 20. prosince 1983)
- 1907 – Lola Alvarez Bravo, mexická fotografka († 31. července 1993)
- 1911 – Stanisława Walasiewiczová, americká sprinterka, olympijská vítězka 1932 († 4. prosince 1980)
- 1917 – Tibor Andrašovan, slovenský skladatel a dirigent († 14. června 2001)
- 1920 – John Demjanuk, ukrajinský válečný zločinec († 17. března 2012)
- 1922
  - Carlo Lizzani, italský filmař, scenárista, režisér, herec a producent († 5. října 2013)
  - Doris Dayová, americká zpěvačka, herečka a bojovnice za práva zvířat († 13. května 2019)
- 1923 – Jozef Lenárt, československý premiér († 11. února 2004)
- 1924 – Marlon Brando, americký herec († 1. července 2004)
- 1925 – Tony Benn, britský politik († 14. března 2014)
- 1926 – Virgil Ivan Grissom, americký astronaut († 27. ledna 1967)
- 1927 – Ladislav Burlas, slovenský skladatel a muzikolog († 11. února 2024)
- 1928 – Eli Ilan, izraelský sochař († 4. ledna 1982)
- 1929 – Poul Schlüter, premiér Dánska († 27. května 2021)
- 1930 – Helmut Kohl, německý politik
- 1931 – Gil Robbins, americký herec a folkový hudebník († 5. dubna 2011)
- 1934 – Jane Goodallová, anglická bioložka
- 1936
  - Jimmy McGriff, kanadský varhaník († 24. května 2008)
  - Scott LaFaro, americký kontrabasista († 6. července 1961)
- 1939 – François de Roubaix, francouzský hudební skladatel († 22. listopadu 1975)
- 1943 – Richard Manuel, kanadský bubeník, člen skupiny The Band († 4. března 1986)
- 1946
  - Hanna Suchocká, premiérka Polska
  - Marisa Paredes, španělská herečka
- 1947 – Ladislav Kuna, slovenský fotbalista a československý reprezentant († 1. února 2012)
- 1948 – Jaap de Hoop Scheffer, nizozemský politik, generální tajemník NATO
- 1949 – Richard Thompson, britský zpěvák a kytarista
- 1958 – Alec Baldwin, americký herec
- 1961
  - Angelo d'Arrigo, italský pilot rogala († 26. března 2006)
  - Eddie Murphy, americký herec a komik
- 1964 – Bjarne Riis, dánský profesionální cyklista
- 1968 – Sebastian Bach, kanadský heavy metalový zpěvák
- 1969 – Clotilde Courau, francouzská herečka
- 1971 – Picabo Streetová, americká lyžařka
- 1972
  - Sandrine Testudová, francouzská tenistka
  - Jennie Garth, americká filmová herečka a režisérka
- 1978
  - Tommy Haas, německý tenista
  - John Smit, jihoafrický ragbista
- 1980 – Johan Brunström, švédský tenista
- 1982 – Karol Beck, slovenský tenista
- 1983
  - Ben Foster, anglický fotbalista
  - Stephen Weiss, kanadský lední hokejista
- 1985 – Leona Lewis, britská zpěvačka
- 1986 – Amanda Bynes, americká herečka
- 1987 – Martyn Rooney, britský atlet
- 1990 – Madison Brengleová, americká tenistka
- 1992 – Noor Pahlaví, íránská princezna narozená již v exilu v USA

## Úmrtí

### Česko

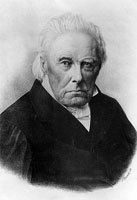
Bedřich Všemír Berchtold z Uherčic († 1876)

- 1638 – Ladislav Velen ze Žerotína, komoří krále Fridricha Falckého (* 7. prosince 1579)
- 1719 – Marie Ernestina z Eggenberku, česká šlechtična, vévodkyně českokrumlovská (* 1649)
- 1850 – Václav Jan Křtitel Tomášek, český hudební skladatel (* 17. dubna 1774)
- 1867 – Ferdinand Rotter starší, textilní podnikatel a politik německé národnosti (* 6. února 1808)
- 1876 – Bedřich Všemír von Berchtold, lékař a botanik (* 25. října 1781)
- 1889 – Josef David, děkan teologické fakulty v Olomouci (* 2. srpna 1827)
- 1902 – Ignát Hořica, český novinář a politik (* 28. července 1859)
- 1920 – Adolf Gottwald, český překladatel (* 1870 nebo 1876)
- 1921 – Franz Kindermann, rakouský a český lékař a politik (* 28. prosince 1842)
- 1932 – František Ondrúšek, český malíř (* 4. března 1861)
- 1943 – Josef Hůla, čs. ministr železnic (* 5. června 1873)
- 1944 – Karel Douša, český hudební skladatel, varhaník a sbormistr (* 28. ledna 1876)
- 1946 – Vladimír Klecanda, československý archivář, člen druhého odboje domácího i zahraničního, politik (* 25. září 1888)
- 1947 – Bohumil Holý, učitel, stenograf a autor všeslovanštiny (* 20. listopadu 1885)
- 1956
  - Jan Nepomuk Polášek, skladatel a sběratel lidových písní (* 16. dubna 1873)
  - Alois Mudruňka, český malíř a grafik (* 12. září 1888)
- 1957 – Záboj Bláha-Mikeš, český hudební redaktor, organizátor a skladatel (* 22. listopadu 1887)
- 1962 – Josef Kopta, český spisovatel (* 16. června 1894)
- 1969 – Oldřich Rulc, československý fotbalový reprezentant (* 28. ledna 1911)
- 1982 – Karel Svoboda, voják a příslušník výsadku Wolfram (* 18. října 1912)
- 1988 – Jaroslav Vozáb, herec Divadla Járy Cimrmana (* 1919)
- 1998
  - Vladimír Kadlec, ekonom, vysokoškolský pedagog, ministr školství (* 4. října 1912)
  - Vojtěch Hořínek, sochař (* 11. února 1906)
- 2002 – Vladimír Paul, soudce Ústavního soudu (* 17. dubna 1924)
- 2004 – Jiří Papež, herec (* 17. října 1931)
- 2007 – Antonín Špaček, český legionář (* 23. května 1917)
- 2008 – Vladimír Preclík, český sochař (* 23. května 1929)
- 2010
  - Jaromír Povejšil, jazykovědec, germanista a překladatel (* 30. ledna 1931)
  - Josef Koníček, český choreograf (* 2. října 1931)
- 2013 – Zdeněk Štich, politický vězeň komunistického režimu (* 10. října 1928)
- 2015 – Bedřich Šetena, český herec (* 19. dubna 1939)
- 2022 – Zdeněk Janík, český básník (* 7. října 1923)

### Svět

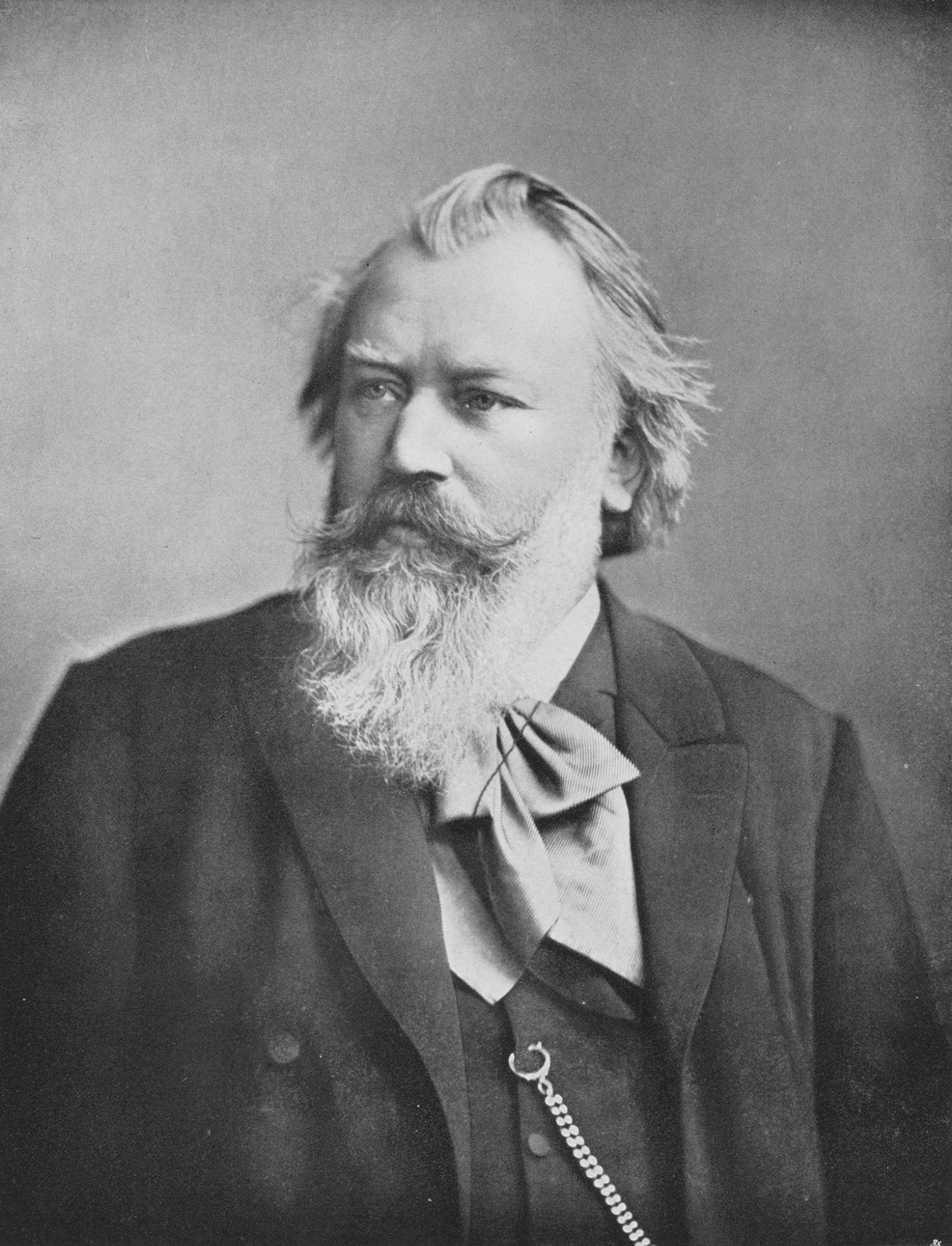
Johannes Brahms († 1897)

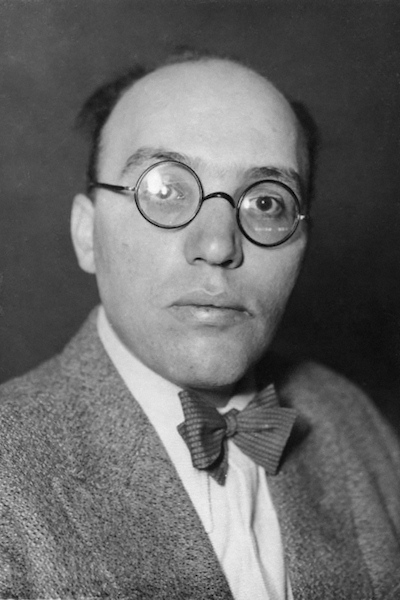
Kurt Weill († 1950)

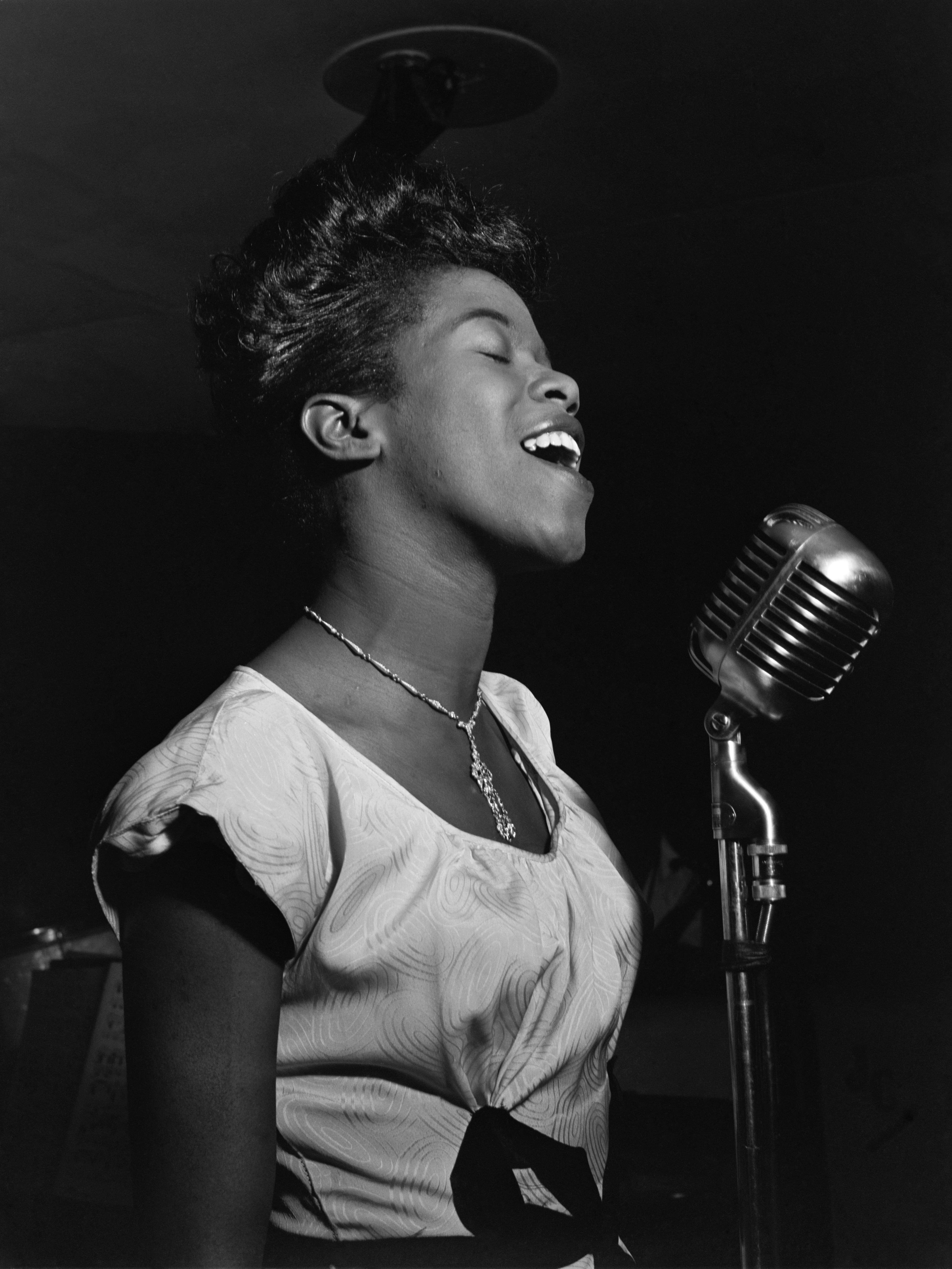
Sarah Vaughan († 1990)

- 1131 – Štěpán II. Uherský, uherský, chorvatský a dalmatský král (* 1101)
- 1171 – Filip z Milly, sedmý velmistr templářských rytířů (* 1120)
- 1203 – Artur I. Bretaňský, bretaňský vévoda, následník anglického trůnu (* 29. března 1187)
- 1287 – Honorius IV., papež (* 1210)
- 1348 – Jan Sicilský, regent Sicilského království (* 1317)
- 1582 – Kacujori Takeda, japonský vládce (* 1546)
- 1756 – Jan Petr Molitor, německý malíř pozdního baroka (* 1702)
- 1862 – James Clark Ross, britský námořní důstojník (* 15. dubna 1800)
- 1680
  - Šivádží, zakladatel maráthského státu (* 19. února 1630)
  - Nicolas Fouquet, francouzský ministr (* 1615)
- 1682 – Bartolomè Esteban Murillo, španělský malíř období baroka (* 31. prosince 1617)
- 1706 – Ferdinand II. Hohenstein, polský šlechtic a baron (* 1681/82)
- 1827 – Ernst Chladni, německý fyzik a hudebník, „otec akustiky“ (* 30. listopadu 1756)
- 1844 – Heman A. Moore, americký politik (* 27. srpna 1809)
- 1849 – Juliusz Słowacki, polský dramatik, básník a filosof (* 4. září 1809)
- 1862 – James Clark Ross, britský námořník a objevitel (* 15. dubna 1800)
- 1868 – Franz Berwald, švédský hudební skladatel a houslista (* 23. července 1796)
- 1878 – Ignaz Kuranda, rakouský spisovatel, novinář a politik (* 1. května 1811)
- 1882 – Jesse James, americký zločinec (* 5. září 1847)
- 1889 – Victor Antoine Signoret, francouzský lékař a entomolog (* 6. dubna 1816)
- 1896 – Cesare Mattei, italský léčitel 19. století (* 11. ledna 1809)
- 1897 – Johannes Brahms, německý hudební skladatel (* 7. května 1833)
- 1910 – Richard Abegg, německý chemik (* 9. ledna 1869)
- 1915 – Nadežda Petrović, srbská malířka přelomu 19. a 20. století (* 12. října 1873)
- 1918 – Rudolf Dührkoop, německý fotograf (* 1. srpna 1848)
- 1919 – Modest Urgell, zvaný Katúfol, katalánský malíř a autor komedií (* 13. června 1839)
- 1920
  - Hugo von Schauer, ministr spravedlnosti Předlitavska (* 1. dubna 1862)
  - Hector Hodler, švýcarský esperantista (* 1. října 1887)
- 1930 – Into Konrad Inha, finský fotograf a spisovatel (* 12. listopadu 1865)
- 1940 – Peter Wust, německý filosof (* 28. srpna 1884)
- 1950 – Kurt Weill, německý hudební skladatel (* 2. března 1900)
- 1954 – Aristides Sousa Mendes, portugalský diplomat (* 19. července 1885)
- 1955 – Karl Hofer, německý expresionistický malíř (* 11. října 1878)
- 1956 – Erhard Raus, německý generál za druhé světové války (* 8. ledna 1889)
- 1963 – Alma Richards, americký olympijský vítěz ve skoku do výšky 1912 (* 20. února 1890)
- 1966 – Battista Pinin Farina, zakladatelem designérské firmy Carrozzeria Pininfarina (* 2. listopadu 1893)
- 1971 – Joe Valachi, newyorský mafián (* 22. září 1903)
- 1977 – Wilhelm Friedrich Boger, dozorce v koncentračním táboře v Osvětimi (* 19. prosince 1906)
- 1981
  - Leo Kanner, americký dětský psychiatr (* 13. června 1894)
  - Juan Trippe, americký zakladatel letecké společnosti Pan American World Airways (Pan Am) (* 27. června 1899)
- 1990 – Sarah Vaughan, americká jazzová zpěvačka (* 27. března 1924)
- 1991 – Graham Greene, anglický spisovatel (* 2. října 1904)
- 1993 – Viktor Avbelj, slovinský partyzán, politik a právník (26. února 1914)
- 1994 – Jérôme Lejeune, francouzský genetik (* 26. června 1926)
- 1998 – Wolf Vostell, německý performer, sochař a malíř (* 14. října 1932)
- 1999 – Aldona Česaitytė-Nenėnienė, sovětská házenkářka (* 13. října 1949)
- 2000 – Terence McKenna, americký spisovatel a filozof (* 1946)
- 2003 – Arthur Guyton, americký fyziolog (* 8. září 1919)
- 2004 – Gabriella Ferri, italská zpěvačka (* 18. srpna 1940)
- 2008 – Hrvoje Ćustić, chorvatský fotbalista (* 1983)
- 2010 – Eugène Terre'Blanche, jihoafrický politik a aktivista (* 31. ledna 1941)
- 2011
  - Ondrej Malachovský, slovenský operní zpěvák (* 5. dubna 1929)
  - Calvin Russell, americký roots rockový zpěvák-skladatel a kytarista (* 1. listopadu 1948)
- 2016 – Cesare Maldini, italský fotbalista a trenér (* 1932)
- 2023 – Nigel Lawson, britský politik (* 11. března 1932)
- 2025 – Theodore Edgar McCarrick, americký laicizovaný kardinál (* 7. července 1930)

## Svátky

### Česko
- Richard, Richarda
- Roderik, Rodrigo
- Filipa, Filipína
- Teodozie

### Svět
- Slovensko: Richard
- Švýcarsko: Glarius Festival (je-li čtvrtek)

### Liturgický kalendář
- Sv. Nikita

| 3. duben v pražském KlementinuÚdaje jsou platné k 29. 4. 2025. | 3. duben v pražském KlementinuÚdaje jsou platné k 29. 4. 2025. | 3. duben v pražském KlementinuÚdaje jsou platné k 29. 4. 2025. |
| minimum                                                        | denní průměr                                                   | maximum                                                        |
| -------------------------------------------------------------- | -------------------------------------------------------------- | -------------------------------------------------------------- |
| −8,0 °C (1900)                                                 | 8,6 °C (od 1961)                                               | 23,1 °C (2011)                                                 |